# 維多利亞鎮區 (堪薩斯州賴斯縣)
維多利亞鎮區（英語：Victoria Township）為美國堪薩斯州賴斯縣轄下的鎮區。2010年美国人口普查中此鎮區人口有345人。

## 地理
維多利亞鎮區涵蓋總面積為93.9平方（36.24平方英里），其中陸地面積為93.8平方（36.22平方英里），水域面積為0.052平方（0.02平方英里）或0.06%。

## 人口統計
根據2010年美國人口普查，維多利亞鎮區人口有345人，其中男性有196人，女性有149人，人口密度為每平方公里3.68人，住房計208戶。鎮區內的白人有330人，非裔美國人有1人，美洲原住民有0人，亞裔美國人有0人，太平洋島裔美國人有0人，其他種族有4人，混血種族則有10人。此外鎮區內有14人為西班牙裔或拉丁裔美國人。此鎮區之年齡中位數為50.5歲，而男性年齡中位數為47.5歲，女性年齡中位數為52.5歲。